# John Heisman
John William Heisman (23 octobre 1869 - 3 octobre 1936) fut un joueur de football américain et entraîneur de football américain, de baseball, de basketball au niveau universitaire. John Heisman fut également un chroniqueur sportif et acteur.
Le trophée Heisman (en anglais : Heisman Trophy) remis au meilleur joueur universitaire NCAA de football américain depuis 1935 porte son nom.